# Нивка-Гайова
Нивка-Гайова (пол. Niwka-Gajówka) — частина села Рибниця у Польщі, в Люблінському воєводстві Томашівського повіту, ґміни Сусець.

## Історія
Первісним населенням були русини-лемки, які компактно проживали на своїх історичних землях.